# Arvidsjaurs Järnvägsförening

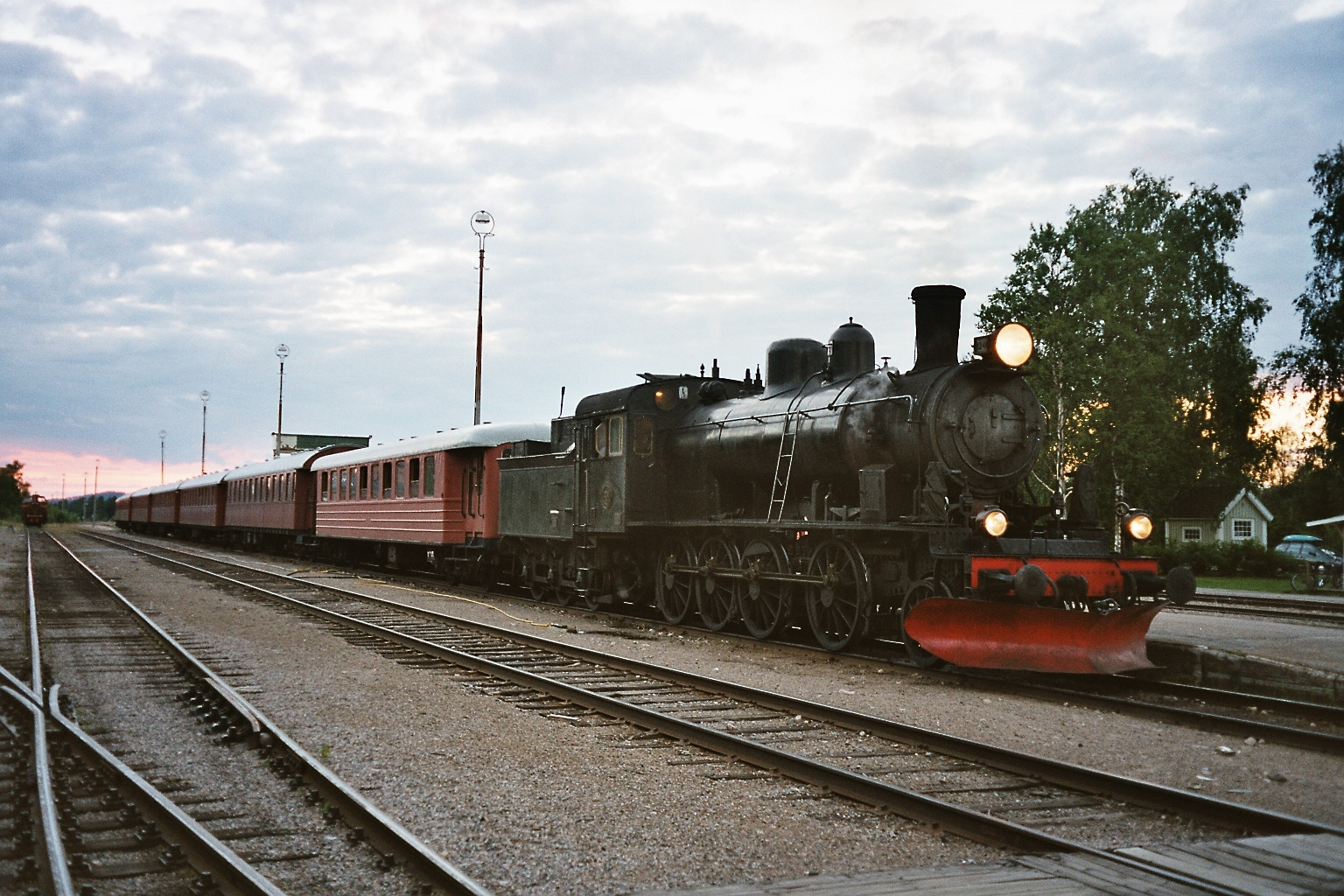
Ånglok vid Arvidsjaur.

Arvidsjaurs Järnvägsförening, som bildades 1986, reparerar och underhåller äldre järnvägsfordon samt anordnar järnvägsresor i kommunen. Sommarturer på Inlandsbanan till Slagnäs vid sjön Storavan med tåg draget av ånglok modell E2 och historiska vagnar. På vintern kör föreningen även turer till den årliga Jokkmokks marknad som har funnits i 400 år. Dessa turer körs med rälsbussar av typen Y7 och Y8.
Föreningen äger två ånglok av modell E2, 1241 byggt 1915, vilket även är det lok som var involverat i Akkavare-olyckan 1956, där 16 personer omkom och 1105, byggd 1912. Fyra diesellok av typen T21 ( nr. 57, 60, 73 & 101) varav två är under renovering och en mängd vagnar av olika modeller. Föreningen har tre Y7 och en Y8 rälsbuss. 
Föreningens uthyrning av trampdressiner, så att man kan cykla längs den nerlagda tvärbanan mot Jörn, övergick till ett turismföretag som upphörde med verksamheten inför säsongen 2011.

## Källhänvisningar
1. ↑  ”Postvagnen Dressin Arvidsjaur-Jörn - Nerlagt? 2011-07-31”. Arkiverad från originalet den 25 september 2021. https://web.archive.org/web/20210925151948/https://postvagnen.com/forum/index.php?mode=thread&id=510997. Läst 1 oktober 2012.